# Prestere

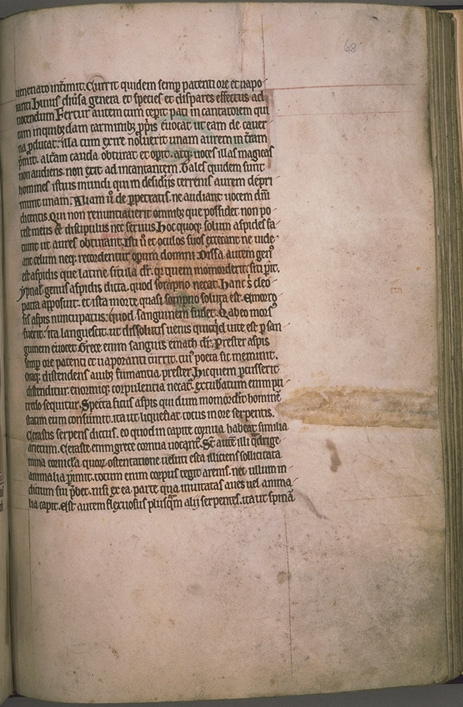
Pagina del bestiario di Aberdeen (folio 68 recto) in cui viene data una stringata descrizione del prestere.

Il prestere o prestero (dal latino prester) è un serpente leggendario descritto nei bestiari medievali. 

## Caratteristiche
Il prestere, secondo la classificazione medievale, appartiene alla categoria degli aspidi, ossia dei serpenti dal morso velenoso. In particolare, il veleno del prestere provoca nel corpo della vittima un gonfiore abnorme (con un effetto simile all'idropisia), tale che essa viene uccisa dalla semplice dilatazione dei tessuti, i quali iniziano subito a putrefarsi. Alberto Magno colloca il prestere nel primo ordine degli aspidi, ossia di quelli dal morso più velenoso, che risulta fatale entro tre ore e per il quale non si conoscono cure.
La caratteristica più peculiare del prestere è la bocca, che emette vapori e che esso tiene sempre aperta, anche quando si muove, cosa che fa con rapidità.

## Riferimenti storici
Lucano, con un verso che sarà poi ripreso da gran parte dei bestiari in epoca medievale, nomina il prestere nella Farsaglia fra altri serpenti reali e leggendari:
(Lucano, Pharsalia, Libro IX, v. 722.)

## Influenza culturale
- Il prestere compare nel novero degli animali, reali e leggendari, che formano la cornice del portale della chiesa ne Il nome della rosa, romanzo di Umberto Eco[5].